# アレックス・ボエ
アレックス・ボエ（Alex Boyé、1970年 - ）は、イギリス生まれのモルモン教徒で、歌手・俳優業を営みナイジェリアに起源を持つ。 

## 初期の人生
ボエは、ロンドン北部のハーリンゲイ・ロンドン特別区のトッテナム地区で生まれ育ち、丈夫な少年と言われていた。16歳で末日聖徒イエス・キリスト教会に入った。

## プロとしての人生
ボエは初めはブリストルでモルモン宣教師を務めながら人前で歌っていた。任務を終えると彼は後ろで踊った。ジョージ・マイケルの役を演じた事もある。1995年に、ヨーロッパの男性バンドの「Awesome(荘厳)」を結成し主役の歌手になった。Awesomeは地元の踊りや小さな催しで演奏していたが、1996年に首都ロンドン(ロンドン最大のラジオ局)で歌唱賞を受賞した。ユニバーサル・レコードのヨーロッパ支部はAwesomeと5枚アルバムを出す契約を結んだ。Awesomeは最初のアルバムのRumors(噂)で3曲を発表し、ヨーロッパ全体で売上10位以内に入った。AwesomeはCDを50万枚売り、ブライアン・アダムスやジョージ・マイケル、サイモン&ガーファンクル、M.C.ハマー等多くの歌手と共演した。しかしボエは旅をする音楽家の生活習慣が嫌いだった。ボエは「音楽家になるという夢は持っていたが、それは私を行きたくなかったどこかに連れ去って行く」と語ったボエは1999年にバンドを脱退し単独歌手としての経歴を歩む事を決意する。ボエはAwesomeの構成員として得た全ての物、アパートや衣服、電話や金を失った。2000年にボエはアメリカのユタ州州都のソルトレイクシティ(塩湖市)に引っ越し、キリスト教音楽家の道を歩み始める。ボエは2001年に最初の宗教的アルバムの「The Love Goes On(愛は続く)」を発表した。フランク・ワイルドホーンのロジャーズ記念舞台製作所の「Civil War(南北戦争)」でフレデリック・ダグラス役の俳優が本番3週間前に降板し、ボエは代役に選ばれた。ボエには演劇経験や南北戦争の知識は無かったが、彼は自分の役を学び役者達をまとめた。劇場支配人のグレン・マッカイは受難洗礼施行者合唱隊の為に黒人演者を集めたが、デービス郡からは集められなかった。マッカイはボエを「興業を救った」と評している。ボエは輝石映像製作所の「David and Goliath(ダビデとゴリアテ)」でのアミナダブ役でも成功を収めた。2005年に、ボエは末日聖徒イエス・キリスト教会書店組合から彼のアルバムの「Testimony(証言)」に賞をもらった。 ボエは2008年にBYUが製作するテレビ番組の「The Writers' Block(著者の積木)」にも出演した。ボエはモルモンタバナクル合唱団の指揮者のクライグ・ジェッソプに会った時末日聖徒イエス・キリスト教会の聴衆を集める手段を探していた。この出会いは末日聖徒イエス・キリスト教会音楽祭で起こり、クライグはボエに合唱隊の入団試験を受ける事を薦めた。ボエは2006年に360人編成のモルモンタバンナクル合唱団に加わり、合唱隊に3人いる黒人の1人になった。ボエは単独歌手としての経歴を求め続けた。ボエは合唱アルバムの「Come, Thou Fount of Every Blessing(来たれ、汝は全ての恵みの源なり)」で2か所の単独歌唱を受け持った。2010年には、ボエはA.P.丘要塞の国内偵察兵祭で「Born to Be a Scout(偵察兵になる為に生まれる)」を単独歌唱した。この歌はボエが描いた映画の「Scout Camp(偵察兵合宿)」から直接来ている。ボエは影山印の「Deseret Book(デセレトの本)」とも契約した。2010年8月、ボエはセントジョージ(聖ジョージ市)のカトリック教会と共演し新献納式で単独歌唱を行った。2011年8月、ボエはグレン・ベックがエルサレムで行った「復興大学」に招待された。ボエは地味な歌の無い役を与えられたが、最後にベックはボエに復興大学で歌った全員の為に歌うよう頼んだ。ベックはボエの歌に感動し、復興大学をボエの歌で締めるよう次の夜の式目を変更する程だった。ボエの歌は映画の音楽集にも登場した。「Charly(チャーリー)」(2002年)「The Dance(踊り)(1998年)、「Baptists at Our Barbecue(私達の丸焼き調理の洗礼施工者)」、「Church Ball(教会玉)」がある。 ボエはピアノ・ガイズ(The Piano Guys)が2012年1月にYouTubeで発表したコールドプレイの「Paradise(楽園)」をカバーした「ペポニ」の映像で有名になった。2013年初め、ボエはルミニーアの「ホ・ヘイ」をカバーしてこれもYouTubeで大きな再生数を記録した。2013年初頭、ボエはウェンリック・ビーチェー興業を彼の管理者とする契約をした。2013年3月、ボエは王立アルバート会館でオリビア・ニュートン＝ジョンの前座を務めた。「前の男」というボエの伝記DVDも生産された。2013年、ボエは「I Am Gold(我は黄金なり)」という歌を発表した。2014年初頭、ボエと少年合唱団はアナと雪の女王のLet It Goのアフリカ部族版を制作した。その映像はすぐに流行し、ボエのYouTubeの合計再生回数が1億回を超えた。ボエのLet It Goは2014年Youtube最優秀歌謡曲カバー賞に選ばれた。ボエは2014年の映画の「Saints and Soldiers: The Void(聖者と兵士：空虚)」に出演した。ボエはYouTubeの音楽を映画宣伝にも用いた。ボエはテイラー・スウィフトの「Shake it Off(どんまい)」もカバーした。これは2015年1月1日時点で60万再生を越えた。2014年12月、ボエは「Newborn - Wise Men Still Seek Him(復活、賢者はまだ彼を探している)」と名付けた自作のクリスマスの歌とYouTube映像を公開した。

## 個人生活
ボエの両親はナイジェリア人である。妊娠した際、母は父をナイジェリアに残してロンドンに向かった。ボエはイギリスで生まれ、人生の最初の数年間は父と過ごす為にナイジェリアで暮らした。母は再婚し、ロンドン地下鉄で夜間清掃をしていた。ボエは近所のトッテナム議会で育てられた。ボエは若者時代の多くを白人の義父母と過ごした。10代の時には、ボエはスティーヴィー・ワンダー、クール・アンド・ザ・ギャング、ジェームズ・ブラウン、マーヴィン・ゲイ、ジャッキー・ウィルソン、オーティス・レディング等のモータウン音楽を聴いていた。ボエは16歳の時ロンドンのマクドナルドで働いていた。ボエは母の知らぬ間に洗礼を済ませた。ボエは末日聖徒イエス・キリスト教会の寮で将来の妻のジュリエと出会った。彼らは塩湖寺で結婚した。彼らはアダンナ、ザンデル、インディアの3人の子供をもうけた。2009年に、ボエは自分の作品の「Crazy for You(君に夢中)」の売上で地域の避難民家族の為の家を買う基金を始めた。2012年2月22日には、ボエは塩湖市のローズ・ワグナー劇場でアメリカ市民になった。ボエは自分を招待した儀式を進行する判事にアメリカ国歌を歌うよう言われ驚いた。ボエが自分をモルモン教徒だと映像で言う企画は2013年春にイギリスの末日聖徒イエス・キリスト教会で行われた。

## 参考資料
1. 1 2 3 4 5 6 7 8  Baker, Celia R. (2009年7月17日). “Former British pop sensation Alex Boyé finds his voice in Mormon Tabernacle Choir”. Salt Lake Tribune 2012年1月11日閲覧。
2. ↑  Joe Shute "British Mormons take on The Book of Mormon", The Telegraph April 10, 2013
3. 1 2 3  Shute, "British Mormons"
4. 1 2 3  Boyé, Alex (2004年). “International Perspectives of a Black Member in a "White" Church”. Proceedings of the 2004 FAIR Conference.  Foundation for Apologetic Information & Research. 2012年6月24日閲覧。
5. ↑  Alex Boye - IMDb（英語）
6. ↑  “Alex Boyé: "The Song of the Heart"”. ldsgenesisgroup.org.  Genesis Group. 2012年6月22日閲覧。
7. ↑  IMDb entry for Boye
8. ↑  “About Alex Boyé”.   Alex Boyé. 2011年7月7日時点のオリジナルよりアーカイブ。2015年1月10日閲覧。
9. ↑  “Alex Boye in concert to spread message of hope”.   Deseret News (2012年5月6日). 2012年6月22日閲覧。
10. ↑  https://www.imdb.com/title/tt1288505/
11. ↑  Lloyd, R. Scott (2010年8月4日). “Mutual respect at time of celebration”. Church News 2012年6月22日閲覧。
12. ↑  “Video: "Hi, I'm Alex Boye I am a recording artist and I'm a Mormon"”. shadowmountainrecords.com.   Shadow Mountain Records (2010年9月7日). 2012年6月22日閲覧。
13. ↑  “Video: "Hi, I'm Alex Boye I am a recording artist and I'm a Mormon"”. 2012年6月22日閲覧。
14. ↑  Jensen, Emily W. (2012年1月11日). “Alex Boyé sings Coldplay and the LDS Church on Twitter”. Deseret News
15. ↑  Porter, Brooke (29 January 2013), “Mormon recording artist Alex Boyé to take new Luminneers' 'Ho Hey' cover out to sea (+video)”, Deseret News
16. ↑  Deseret Book link on Front Man
17. ↑  Deseret News, Sep. 15, 2013
18. ↑  Moore, Alison (16 February 2014), “Alex Boyé teams up with One Voice Children's Choir and Lexi Walker for Africanized 'Let It Go'”, Deseret News
19. ↑  Petersen, Sarah (31 December 2014), “Alex Boye's 'Let It Go' and Piano Guys make YouTube's 'Best Pop Covers of 2014'”, Deseret News
20. ↑  Petersen, Sarah (2 August 2014), “The Clean Cut: Alex Boye releases 'Danny Boy' music video for 'Saints and Soldiers' film”, Deseret News
21. ↑  Petersen, Sarah (11 November 2014), “The Clean Cut: Alex Boye releases cover of Taylor Swift's 'Shake It Off'”, Deseret News
22. ↑  Petersen, Sarah (16 December 2014), “The Clean Cut: Alex Boye releases original Christmas song”, Deseret News
23. ↑  “Famous Mormons in Music and Entertainment” (2012年6月22日). 2015年1月10日閲覧。
24. ↑  McClure, Emily (2012年2月28日). “Alex Boye's American dream comes true with U.S. citizenship”. 2012年6月22日閲覧。
25. ↑  “Boyes Family Jewels”. 2015年1月10日閲覧。
26. ↑  Deseret News, May 22, 2012
27. ↑  Sheahan, Nicole (2009年12月11日). “Alex Boye: Being the Change — Inside Mormon Music”. Deseret News
28. ↑  LDS Living article on Boye becoming a US citizen
29. ↑  “Singer now a citizen: Alex Boye performs at naturalization”. Church News. (2012年3月2日) 2012年6月24日閲覧。
30. ↑  LDS Church Press release on "I'm A Mormon" campaign